# Università Renmin (metropolitana di Pechino)
Università Renmin (in cinese: 人民大学站S, Rénmín Dàxué zhànP), indicata sulla segnaletica ufficiale anche con la dicitura inglese Renmin Univ., è una stazione della linea 4 e della linea 12 della metropolitana di Pechino.
La stazione della linea 4 è entrata in funzione in concomitanza con l'inaugurazione dell'intera linea, avvenuta il 28 settembre 2009, mentre quella della linea 12 è stata aperta al pubblico il 15 dicembre 2024.
Inizialmente nominata Shuangyushu (双榆树, shuāngyùshù), la stazione venne in seguito ribattezzata Università Renmin non solo per la vicinanza all'omonima università ma anche poiché la vicina fermata degli autobus era comunemente chiamata nello stesso modo.

## Posizione
La stazione di Università Renmin si trova a cavallo tra i quartieri Haidian, Zhongguancun e Zizhuyuan, nel distretto di Haidian. La stazione è stata costruita sotto il ponte Sitong, all'incrocio tra il 3° anello ovest, Zhongguancun Street e Zhongguancun West Street. La stazione serve la vicina Università Renmin di Cina, una delle più importanti del Paese, dalla quale prende il nome.

## Struttura e impianti
La stazione di Università Renmin si sviluppa lungo due piani sotterranei. Al fine di evitare il gran numero di condutture e i piloni sotterranei del ponte, la stazione è stata costruita con un atrio separato che è collegato da un corridoio ai binari. L'atrio è situato al primo piano sotterraneo, mentre i binari al secondo piano sotterraneo. La banchina è disposta centralmente, con i treni di entrambe le direzioni passanti lateralmente. La stazione presenta cinque ingressi, indicati con le lettere A1, A2, B, C e D. L'ingresso B è accessibile ai portatori di handicap tramite un ascensore.

## Servizi
La stazione dispone di:
- Accessibilità per portatori di handicap (solo uscita B)
- Ascensori (solo uscita B)
- Scale mobili
- Emettitrice automatica biglietti
- Servizi igienici
- Sportello automatico
- Distributori automatici
- Stazione video sorvegliata
- Ufficio polizia

### Orari

#### Linea 4
Dal 30 dicembre 2010 la linea 4 condivide il percorso con la Linea Daxing; dalla stazione di Università Renmin, relativamente alla linea 4, si operano i servizi come segue:
- Un servizio che copre l'intera tratta, da Anheqiao Nord, da dove inizia la Linea 4, fino a Tiangongyuan, capolinea della Linea Daxing.[10]
- Un servizio ridotto che copre l'intera Linea 4 al quale si aggiunge la fermata Xingong della Linea Daxing, la prima stazione della Linea Daxing, quindi offrendo corse da Anheqiao Nord a Xingong. I passeggeri che intendono proseguire verso sud devono scendere e cambiare binario in direzione Tiangongyuan.[11]

La prima corsa direzione Anheqiao Nord parte tutti i giorni alle 5:40 da Università Renmin, mentre l'ultima alle 23:54. In direzione Tiangongyuan (linea Daxing), il primo treno opera alle ore 5:13 mentre l'ultimo alle 22:50. Inoltre, relativamente al servizio ridotto della linea, l'ultima corsa da Università Renmin parte alle 23:03 e termina a Gongyi Xiqiao alle 23:39.

#### Linea 12
In direzione Dongbabei, il primo treno parte alle 06:03 da Università Renmin e conclude il servizio alle 23:36. Nella direzione opposta, verso Sijiqingqiao, il primo treno lascia la stazione di Università Renmin alle 05:37, mentre l'ultimo alle 23:11.

### Tariffazione
- Università Renmin — Xingong (condiviso con la linea Daxing)
- Università Renmin — Tiangongyuan (condiviso con la linea Daxing)
- Università Renmin — Anheqiao Nord

Dalla stazione di Università Renmin la tariffazione parte da un prezzo di ¥3 (circa €0,40) a seconda della distanza di viaggio totale da percorrere, fino a un massimo di ¥7 (circa €1).

## Interscambi
Fermata autobus